# Geleenbeek

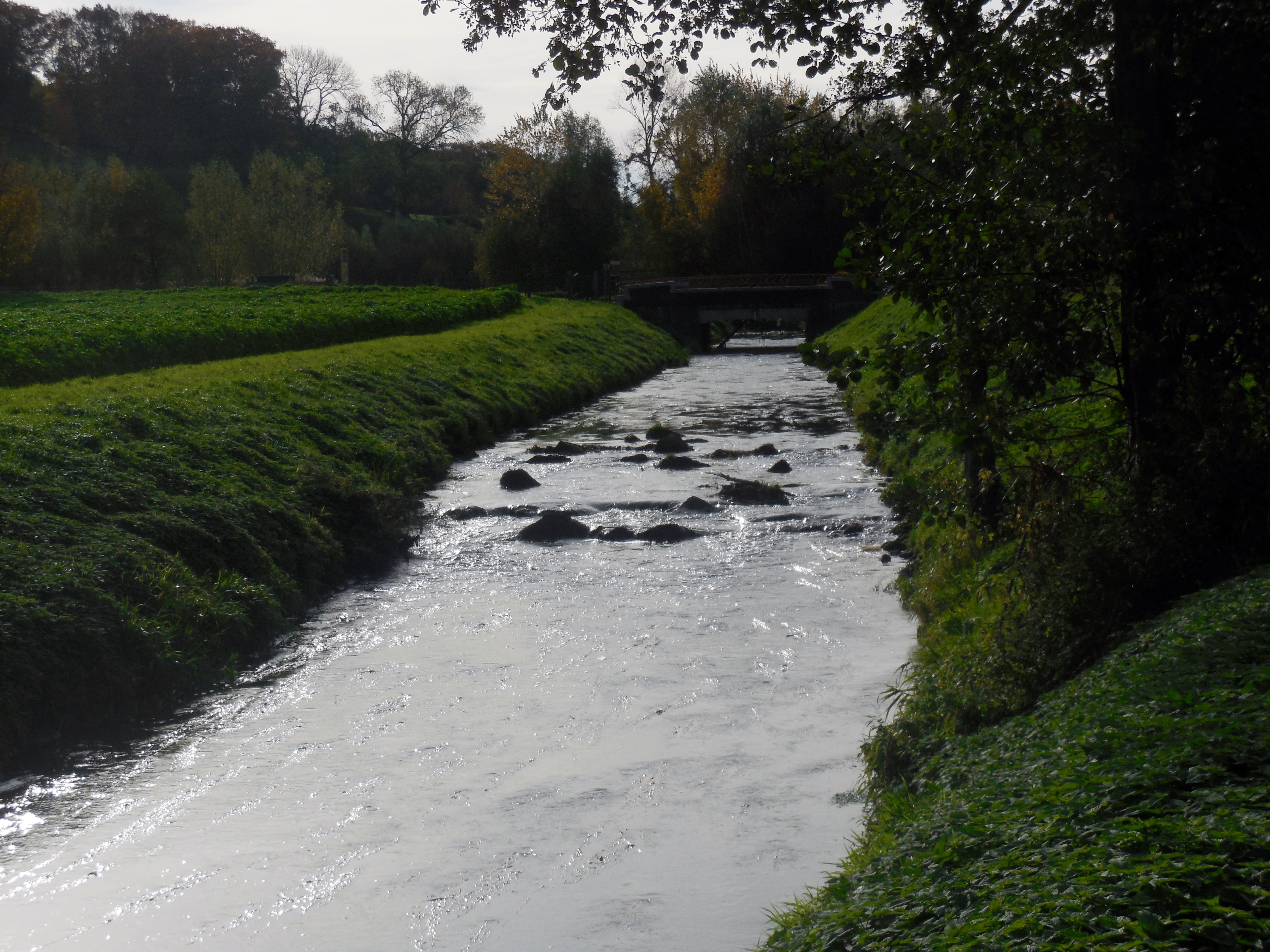
Geleenbeek bij Sweikhuizen.

De Geleenbeek (oorspronkelijk  (de) Geleen genoemd) is een beek in het zuiden van de Nederlandse provincie Limburg die onderdeel is van het stroomgebied van de Maas. De deels gekanaliseerde beek ontspringt te Benzenrade en mondt bij Stevensweert onder de naam Oude Maas uit in de Maas. De plaats Geleen dankt zijn naam (oorspronkelijk "Op-geleen",  het huidige Oud-Geleen) aan de ligging bij de rivier, die de oostgrens van de gemeente vormde.
De beek, waarvan de Latijnse naam Glana "heldere beek" betekent, is in de jaren 50 van de 20e eeuw gekanaliseerd. Door de aanleg van de spoorlijn van Heerlen naar Sittard en de autosnelweg A76 is het oude cultuurlandschap in het Geleenbeekdal aanzienlijk veranderd. Het beekdal met tal van zijbeken (samen 226 hectare) is aangewezen als Natura 2000-gebied en ligt grotendeels in het Nationaal Landschap Zuid-Limburg.

## Bron en stroomgebied
De Geleenbeek ontspringt als bron op 120 meter NAP in Benzenrade bij Heerlen. Deze bron bevindt zich in de kelders van de Benzenraderhof, een hoeve van een reeds in 14e-eeuwse archieven genoemd kasteel. Het stroomgebied van de Geleenbeek omvat ongeveer 170 kilometer watergang en is daarmee het grootste stroomgebied binnen het voormalige waterschap Roer en Overmaas. In het stroomgebied ligt 143 kilometer beek met een algemeen ecologische functie. De Geleenbeek loopt deels door het Heuvelland en deels door het sterk verstedelijkte gebied van Heerlen, Geleen en Sittard. Door het centrum van Sittard is de beek vertakt in de Keutelbeek, die de oorspronkelijke hoofdstroom volgt, en de Molenbeek, een gegraven aftakking dwars door het centrum van de stad. Na Sittard verlaat de Geleenbeek het sterk heuvelachtige landschap van Zuid-Limburg om haar loop via Susteren door het steeds vlakkere landschap te vervolgen naar het noorden. Via een duiker stroomt ze bij Echt onder de autosnelweg A2 en het Julianakanaal door. Hierna wordt ze Oude Maas genoemd. Via een voormalige oude Maastak stroomde de beek vroeger dan ook als oude Maas ten oosten van het "Eiland in de Maas" om ten noorden van de buurtschap Brand bij Stevensweert in de Maas uit te monden. Na aanpassingen stroomt de beek ten noorden van Ohé en Laak via de voormalige grindplassen naar de Maas.
Het gebied van de Geleenbeek en de Molenbeek was in de 20e eeuw in beheer van waterschap Geleen- en Molenbeek dat naar deze beken is vernoemd. Daarna werd dit waterschap Geleen- en Vlootbeek en nog weer later waterschap Roer en Overmaas.

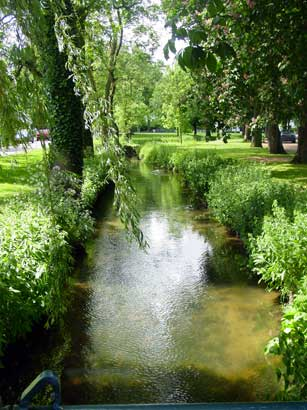
Geleenbeek in Sittard
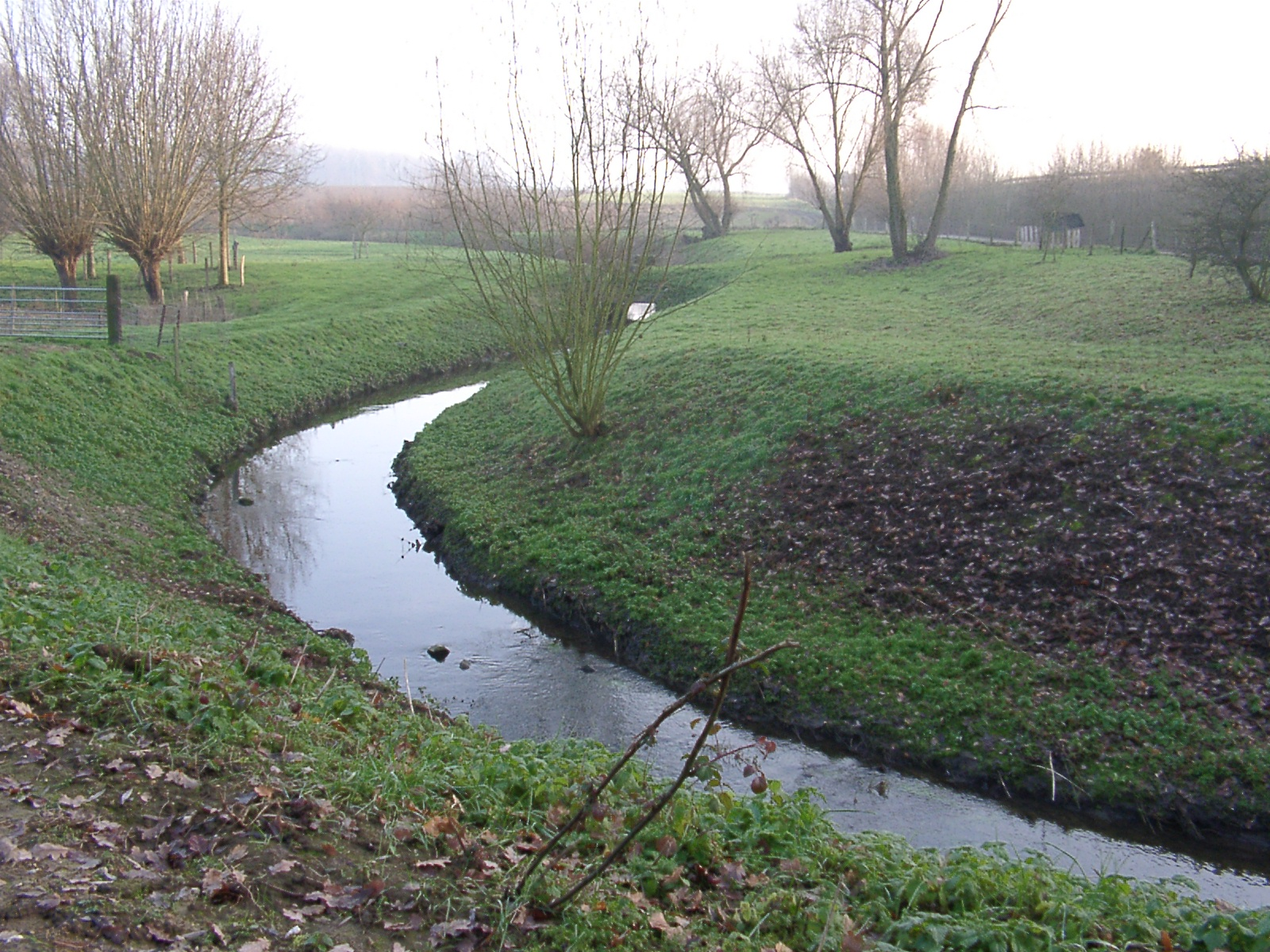
Meanderende Geleenbeek bij Weustenrade
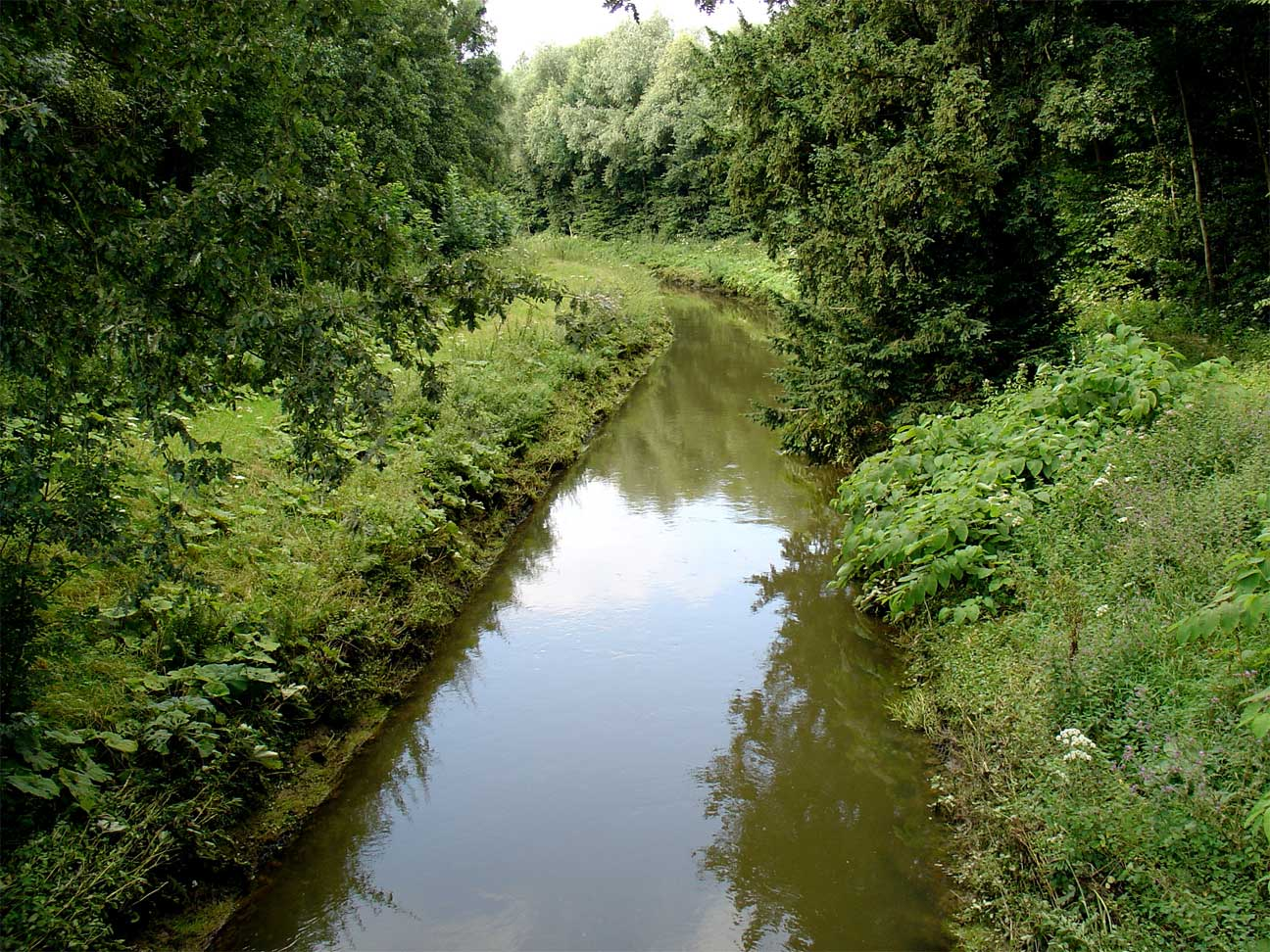
Geleenbeek bij Spaubeek
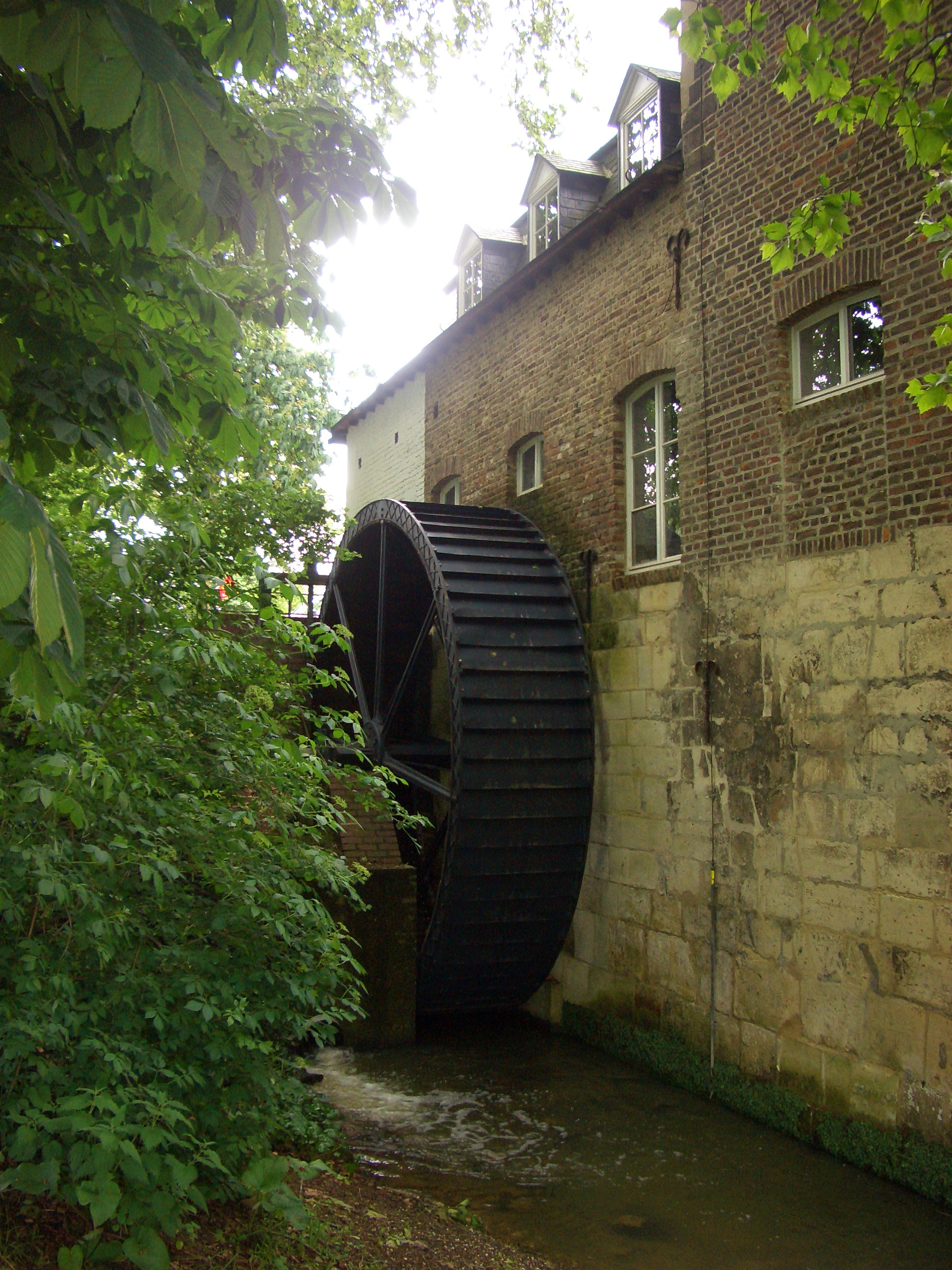
Geleenbeek bij Weltermolen
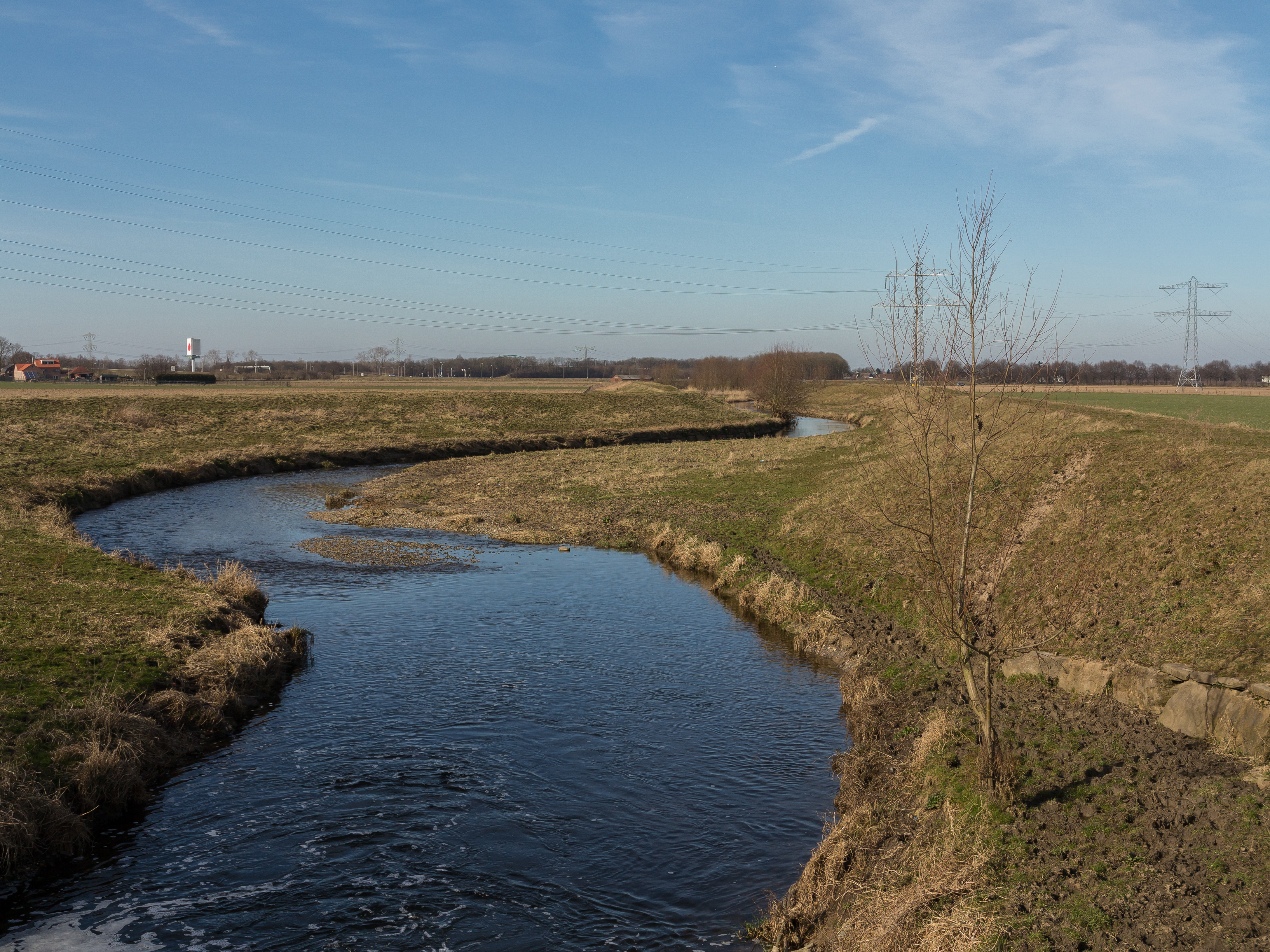
Geleenbeek bij Baakhoven

### Zijbeken
De Geleenbeek kent een aantal zijbeken, die veelal ontspringen als bronbeekjes vanuit het Centraal Plateau in het zuidwesten en het Plateau van Doenrade in het noorden en oosten. De bovenloop van de Geleenbeek ligt in het Bekken van Heerlen tussen de verschillende plateaus in. Bij Hoensbroek loost de rioolwaterzuivering haar effluent in de Geleenbeek en is daarmee de grootste contribuant van de beek. Het gedeelte van de beek bij Geleen en Sittard ligt tussen het lage Plateau van Graetheide in het westen en het hogere Plateau van Doenrade in het oosten.
|  |  | - Hoensbeek, monding bij Voerendaal - Retersbeek, monding bij Retersbeek - Luiperbeek, monding bij Weustenrade - Bissebeek, monding bij Wijnandsrade - Caumerbeek, monding bij kasteel Hoensbroek - Platsbeek, monding bij Nuth - Kakkertbeek, monding bij Schinnen - Hoogbeeksken, monding bij Spaubeek - Hobbelraderbeek, monding bij Spaubeek | - Keutelbeek (Beek), monding bij Geleen - Abshovervloedgraaf, monding bij Munstergeleen - Steengrub, monding bij Sittard - Keutelbeek (Sittard), monding bij Sittard - Molenbeek, monding bij Sittard - Venkebeek, monding bij Holtum - Reijdtsgraaf, monding bij Holtum - Vloedgraaf, monding bij Susteren - Roode Beek, monding bij Dieteren - Middelsgraaf, monding bij Ophoven |

## Alternatieve benamingen
De Geleenbeek (oorspronkelijk (de) Geleen genoemd) kent een aantal alternatieve benamingen. Zo wordt de bovenloop bij Welten ook wel de "Welterbeek" genoemd. Door Sittard wordt de beek na de (gegraven) aftakking van de Molenbeek officieel de "Keutelbeek" genoemd tot de twee beken ten noorden van Sittard weer samenkomen. Verder wordt het gedeelte bij Nieuwstadt ook wel de "Sluisbeek" genoemd, omdat de eigenlijke Geleenbeek dwars door het stadje liep en de Sluisbeek een gegraven omleiding was. De oorspronkelijke Geleenbeek is hier verdwenen en vormt de vroegere Sluisbeek nu de hoofdstroom.

## Cultuurlandschap
Het Geleenbeekdal met zijn aanliggende watervoerende zijdalen vormden oorspronkelijk een cultuurlandschap van dunbevolkte nederzettingen tussen natte graslanden, hooilanden, broekbossen, kastelen, watermolens en visvijvers. Het kleinschalige cultuurlandschap veranderde sterk onder de opkomst van de grootschalige delfstofwinning en infrastructuur. De vroegere Staatsmijn Emma en Staatsmijn Maurits gebruikten de beek voor het lozen van hun afvalwater uit de kolenwasserijen. De mijnindustrie veroorzaakte verzakking van delen van het beekdallandschap, waardoor bijvoorbeeld het natte Wolfhagenerbos in het Kakkertdal bij Schinnen ontstond. Ook werden voor de mijnindustrie slikvijvers aangelegd, waaronder de Mulderplas tussen Schinnen en Thull.
In het sterk verstedelijkte gebied van Heerlen en Sittard is de Geleenbeek op vele plaatsen gekanaliseerd en op verschillende plaatsen overkluisd. Hierbij is onder meer de bovenslagmolen Sint Jansmolen in Spaubeek droog komen te staan en is het oorspronkelijke landschap ingrijpend veranderd.

### Kastelen langs de Geleenbeek
Het dal van de Geleenbeek behoort tot de meest kastelenrijke gebieden van Nederland. Stroomafwaarts liggen het monumentale kasteel en landgoed Terworm met de kastelen van Douvenrade en Prickenis, Rivieren bij Weustenrade, Kasteel Hoensbroek, De Dael bij Nuth, Reijmersbeek en Terborgh bij Schinnen, Sint-Jansgeleen en Ten Dijcken bij Spaubeek en Wolfrath bij Holtum. In het beekdal liggen verschillende restanten van oude versterkingen, waaronder van de motte van Struyver bij de buurtschap Ten Esschen en van Terborgh bij Schinnen. Ook zijn er restanten gevonden van de kastelen Te Broeck en Strijthagen bij Schinnen.

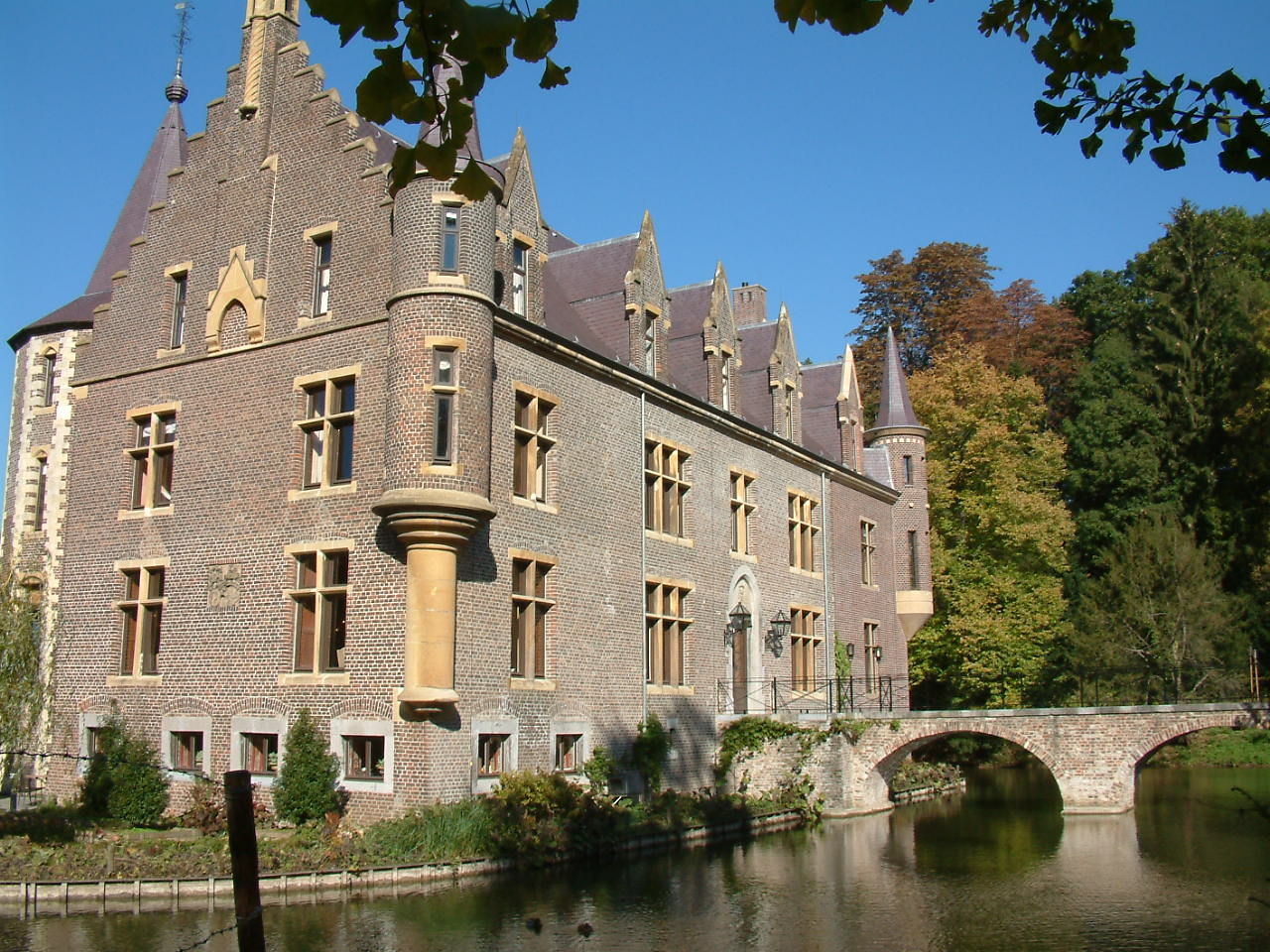
Kasteel Terworm
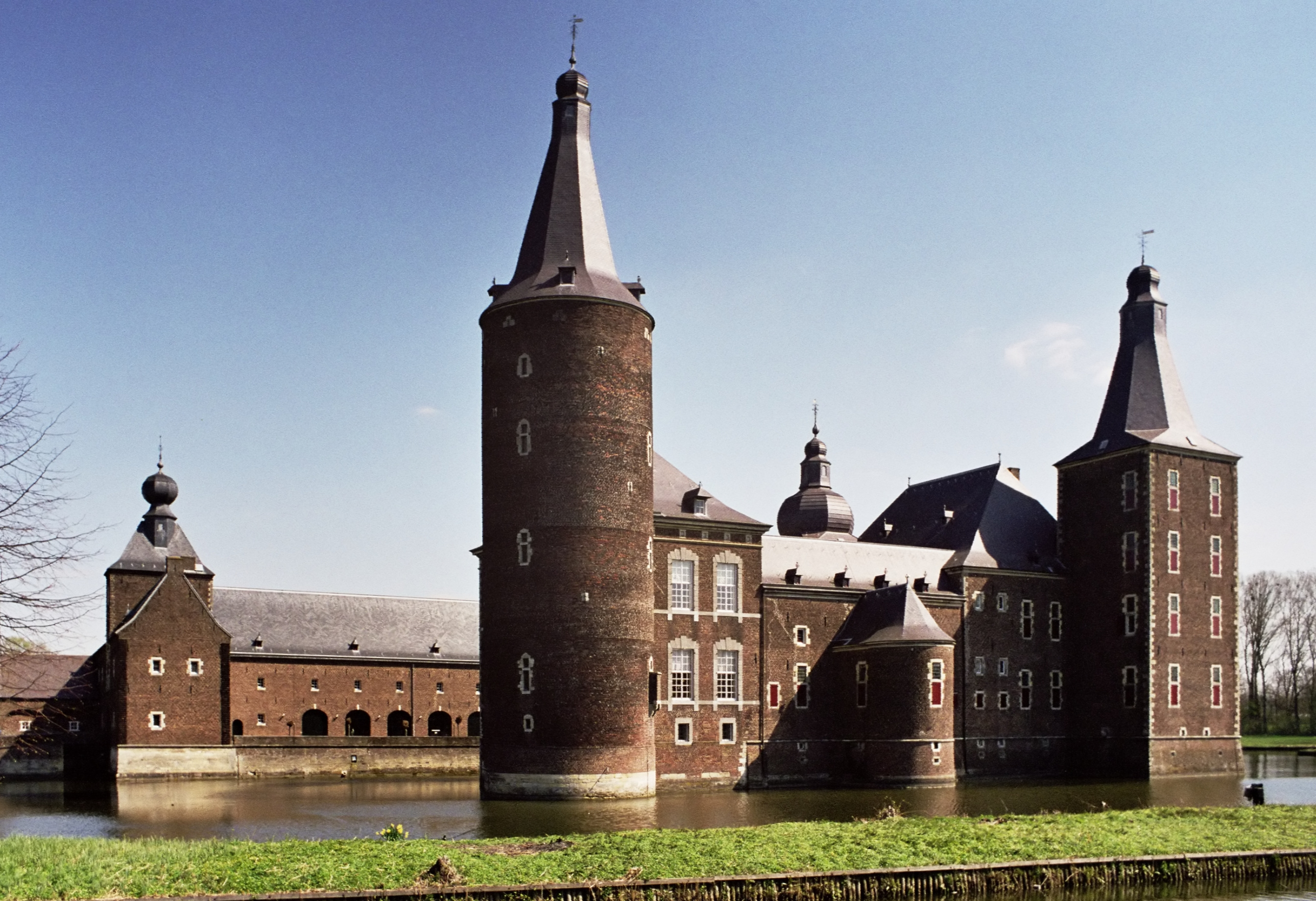
Kasteel Hoensbroek
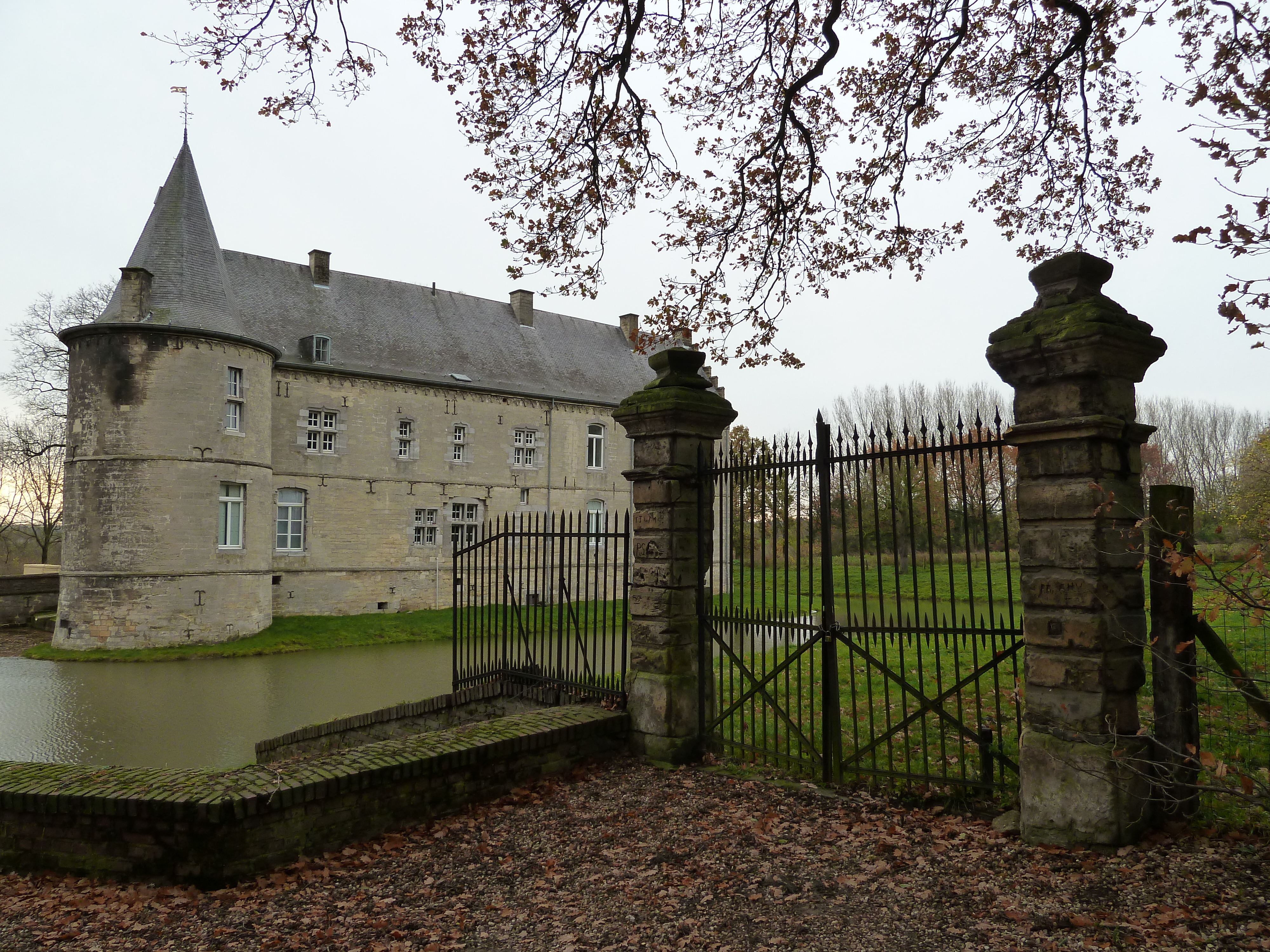
Kasteel Rivieren
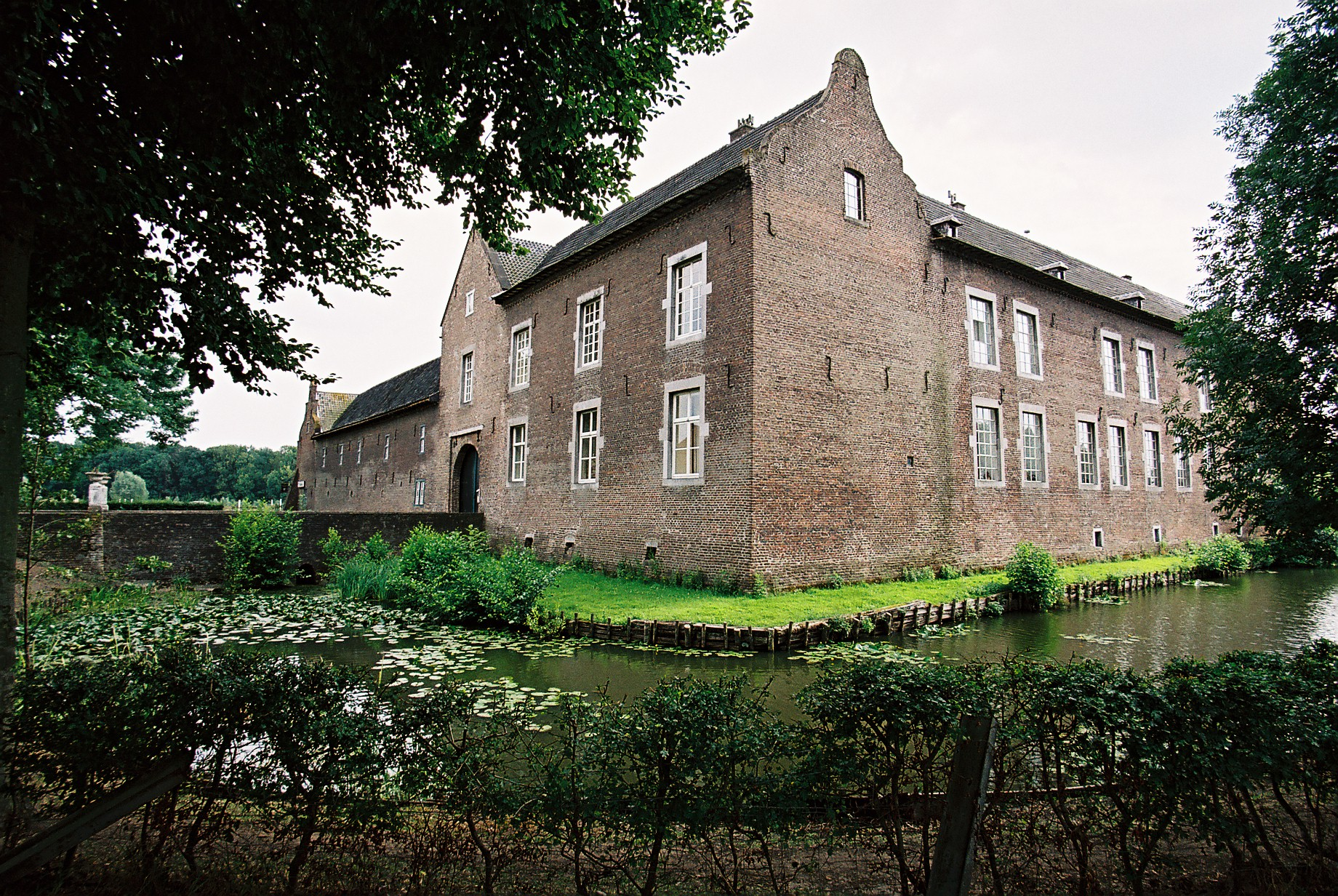
Kasteel Terborgh
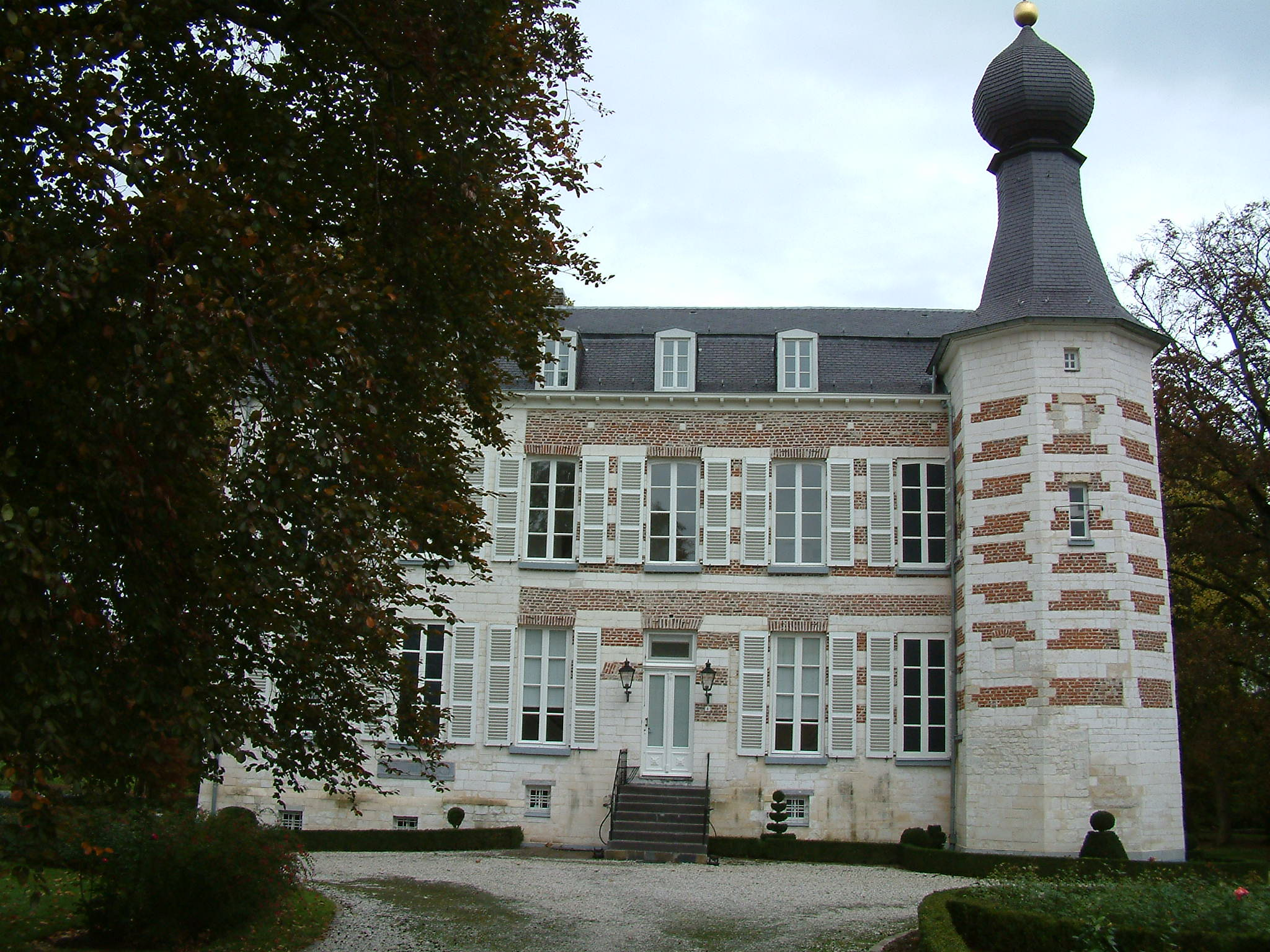
Kasteel Reijmersbeek

### Pachthoeves
De aanwezigheid van adellijk en kerkelijk bezit wordt onderstreept door de vele oude pachthoeves, vaak in de vorm van een carréboerderij. In het dal van de Geleenbeek liggen een aantal opvallende exemplaren, waaronder de Geleenhof te Heerlen, Leeuw en Terlinden bij Nuth en Wijnandsrade, Groot- en Klein Breinderade te Schinnen en Ten Eijsden en Biesenhof te Geleen.

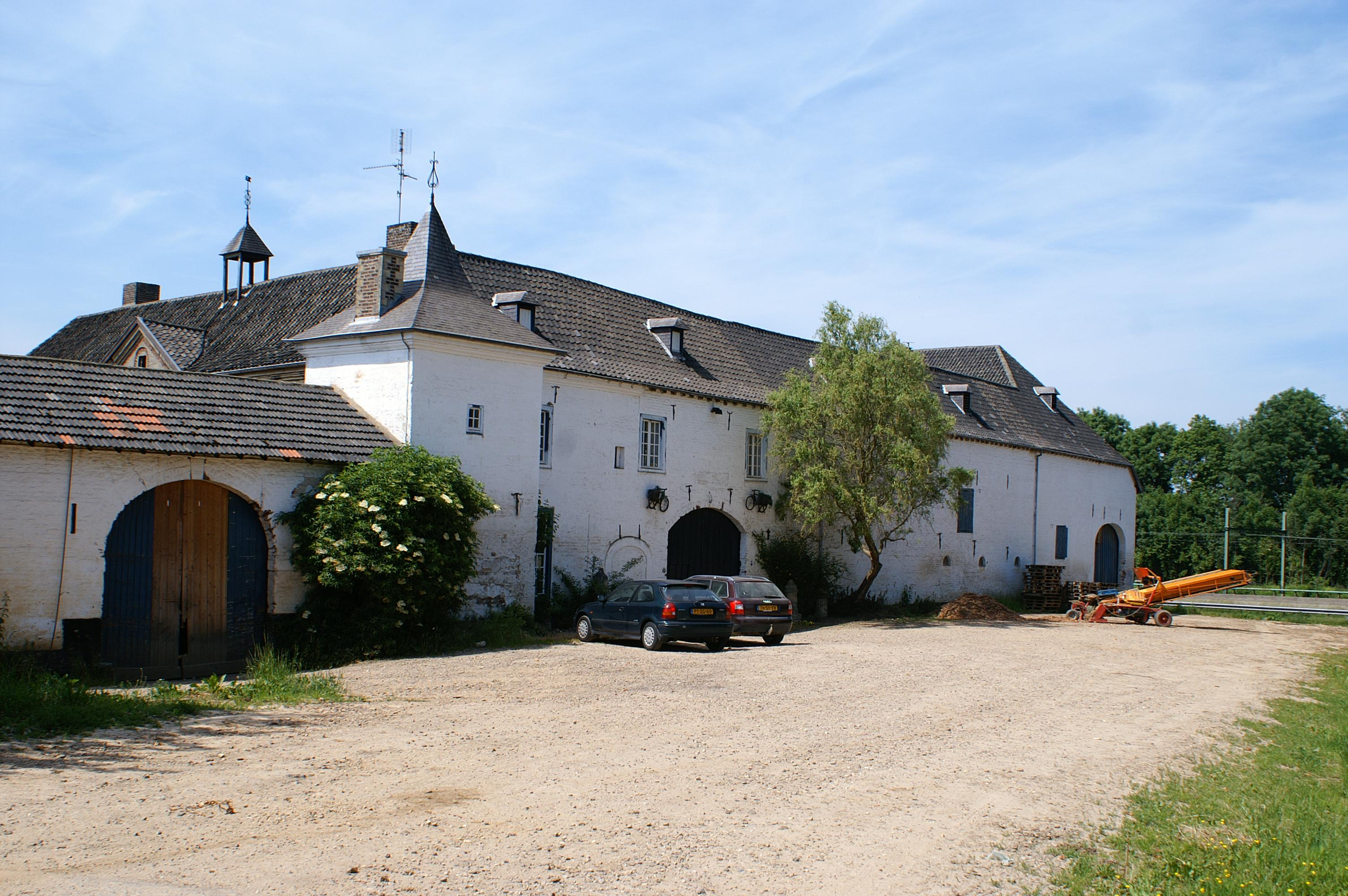
Terlinden
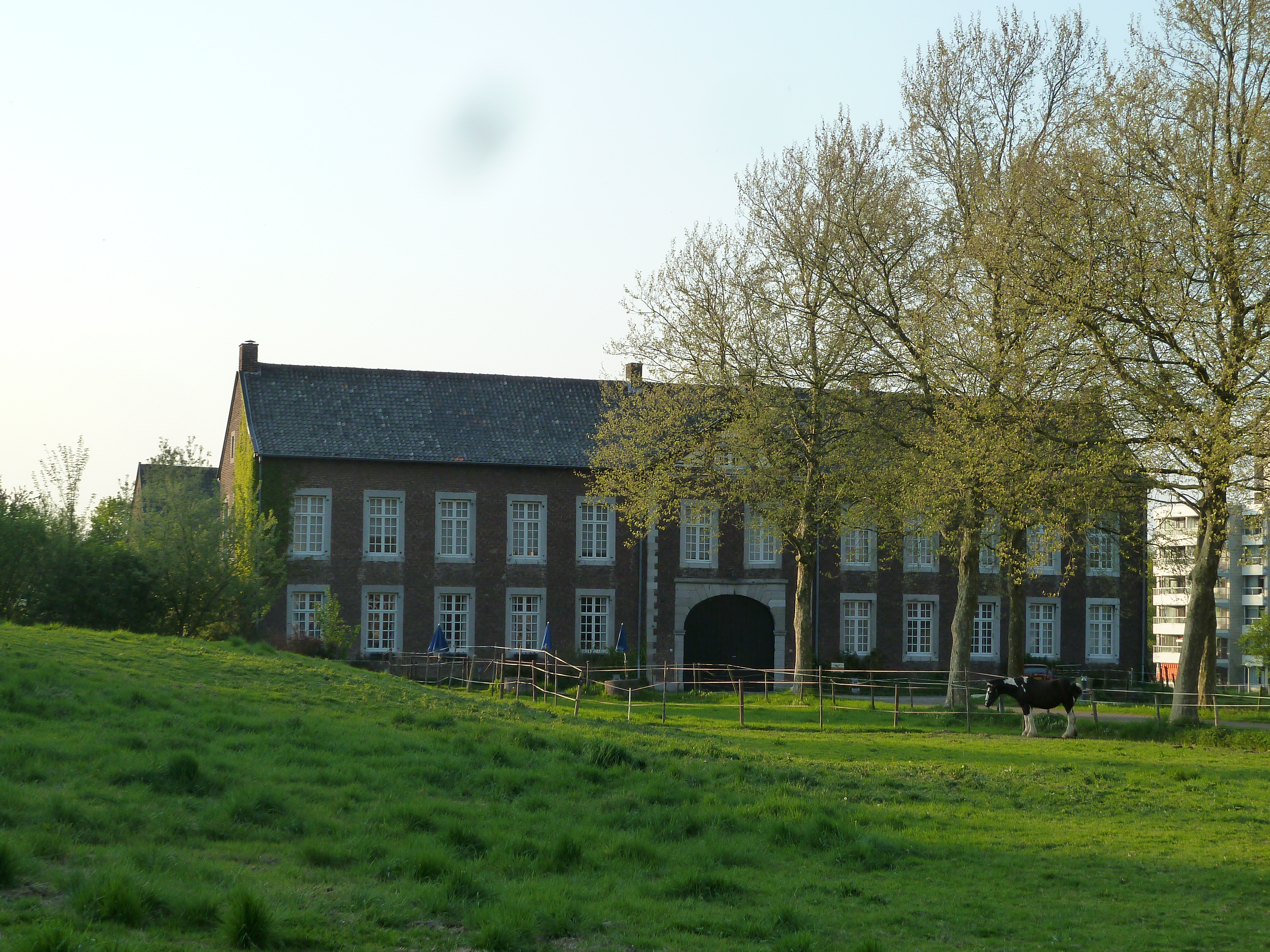
Geleenhof
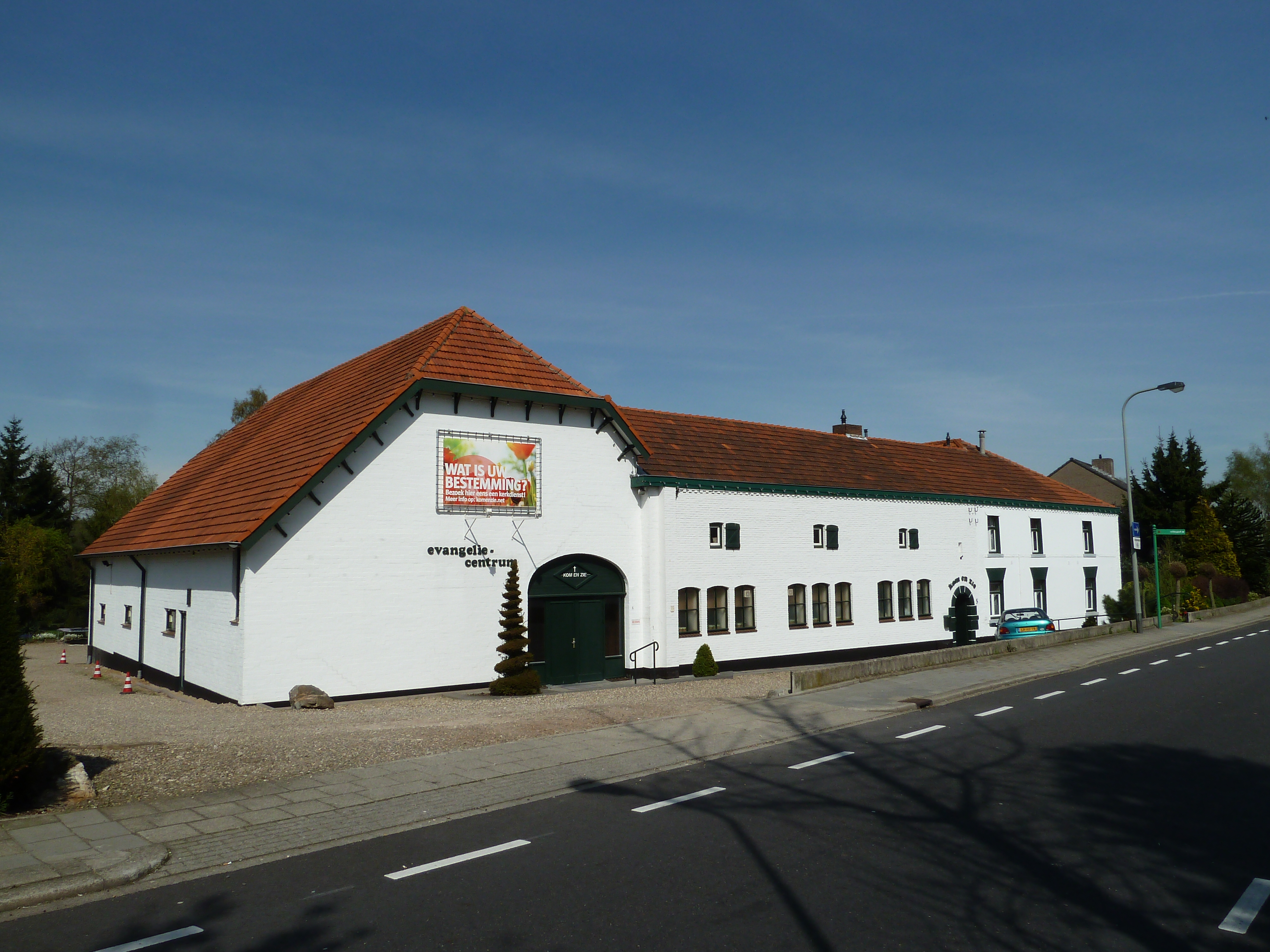
Groot-Breinderade

### Watermolens aan de Geleenbeek
Naast het grote aantal kastelen, bevindt zich in het Geleenbeekdal een groot aantal watermolens. Een groot aantal van deze watermolens is in de afgelopen decennia buiten werking geraakt. In de jaren 50 is de Geleenbeek op vele plaatsen gekanaliseerd. Hierbij is onder meer de watermolen van Spaubeek en de watermolen Heisterbrug bij Schinnen droog komen te staan. De watermolen van Mulrade werd afgebroken voor de aanleg van de slikvijver Mulderplas. De watermolen van Terborgh werd gerestaureerd.
|  |  | - Weltermolen in Welten, maalvaardig - Eikendermolen in Heerlen, restant - Oliemolen van Weustenrade te Weustenrade, restant - Kathagermolen in Kathagen bij Vaesrade, inrichting aanwezig, niet maalvaardig - Muldermolen in Thull bij Schinnen, verdwenen - Heisterbrugger oliemolen en Heisterbrugger korenmolen in Heisterbrug bij Schinnen, verdwenen en restant - Borgermolen in Schinnen, restant - Olie-watermolen bij Oude Kerk, Spaubeek, restant - Sint Jansmolen te Spaubeek, inrichting aanwezig, niet maalvaardig - Danikermolen in Daniken bij Geleen, verdwenen | - Molens van Houben in Munstergeleen, restant van een dubbelmolen - Ophovenermolen in Sittard, maalvaardig - Molen aan de Wal in Sittard, verdwenen - Sittardermolen in Sittard, verdwenen - Molen van Hochstenbach in Sittard, restant - Stadbroekermolen te Stadbroek, Sittard, maalvaardig - Katsbeekermolen te Susteren, restant - Poolmolen te Holtum, maalvaardig - Echtermolen in Echt, verdwenen - De Slagmolen te Echt, verdwenen |

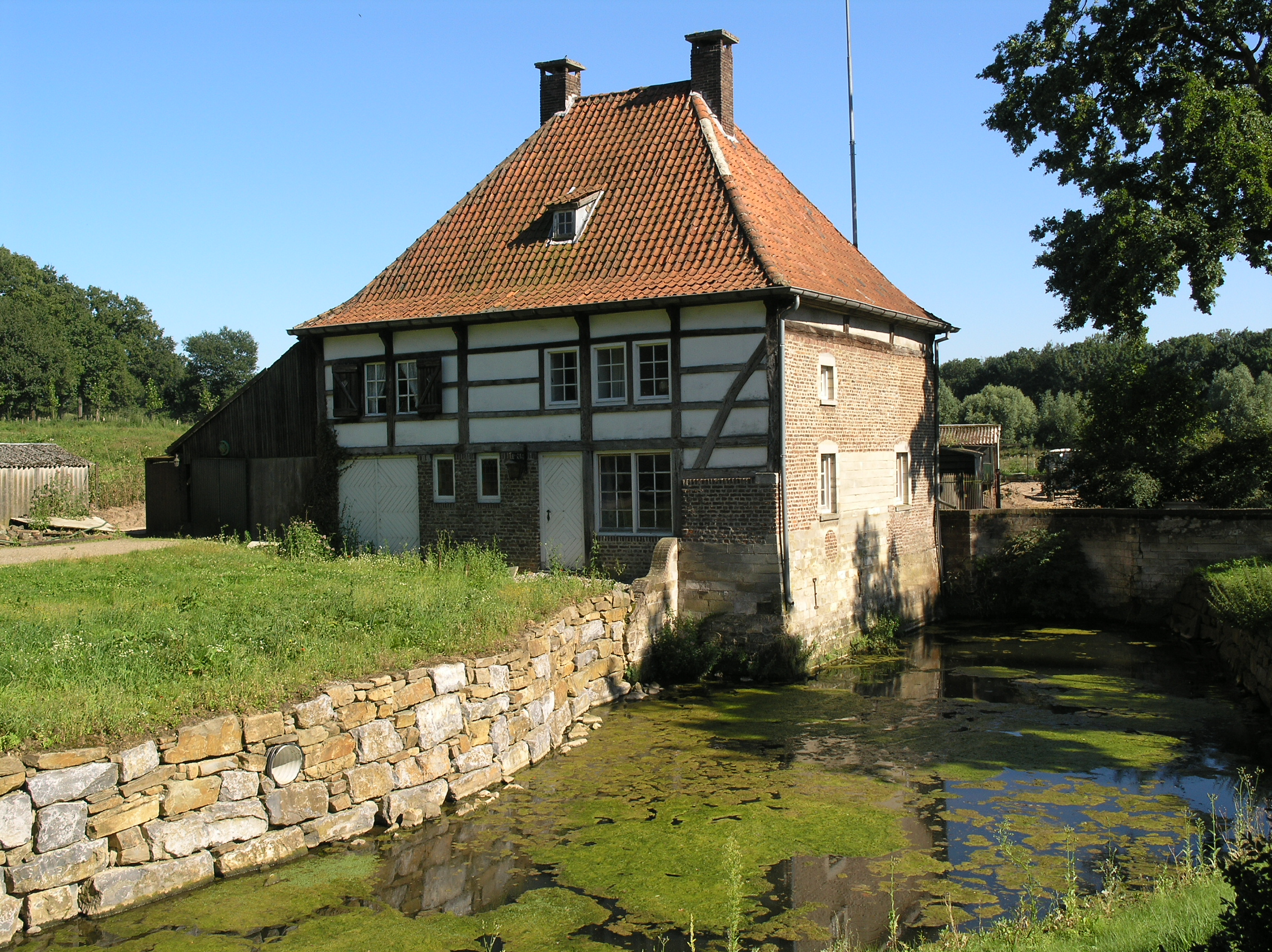
Borgermolen te Schinnen
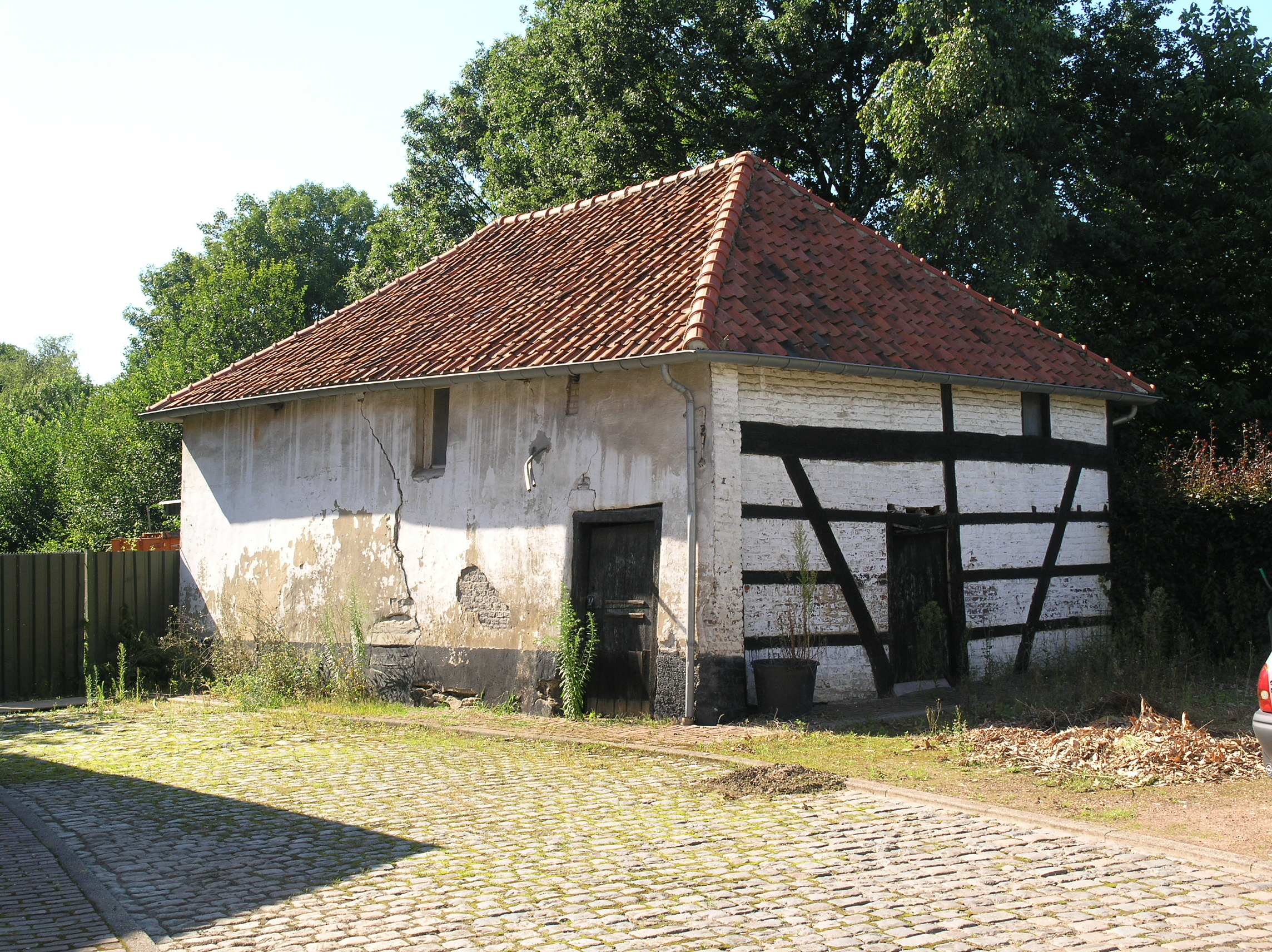
Korenmolen Heisterbrug
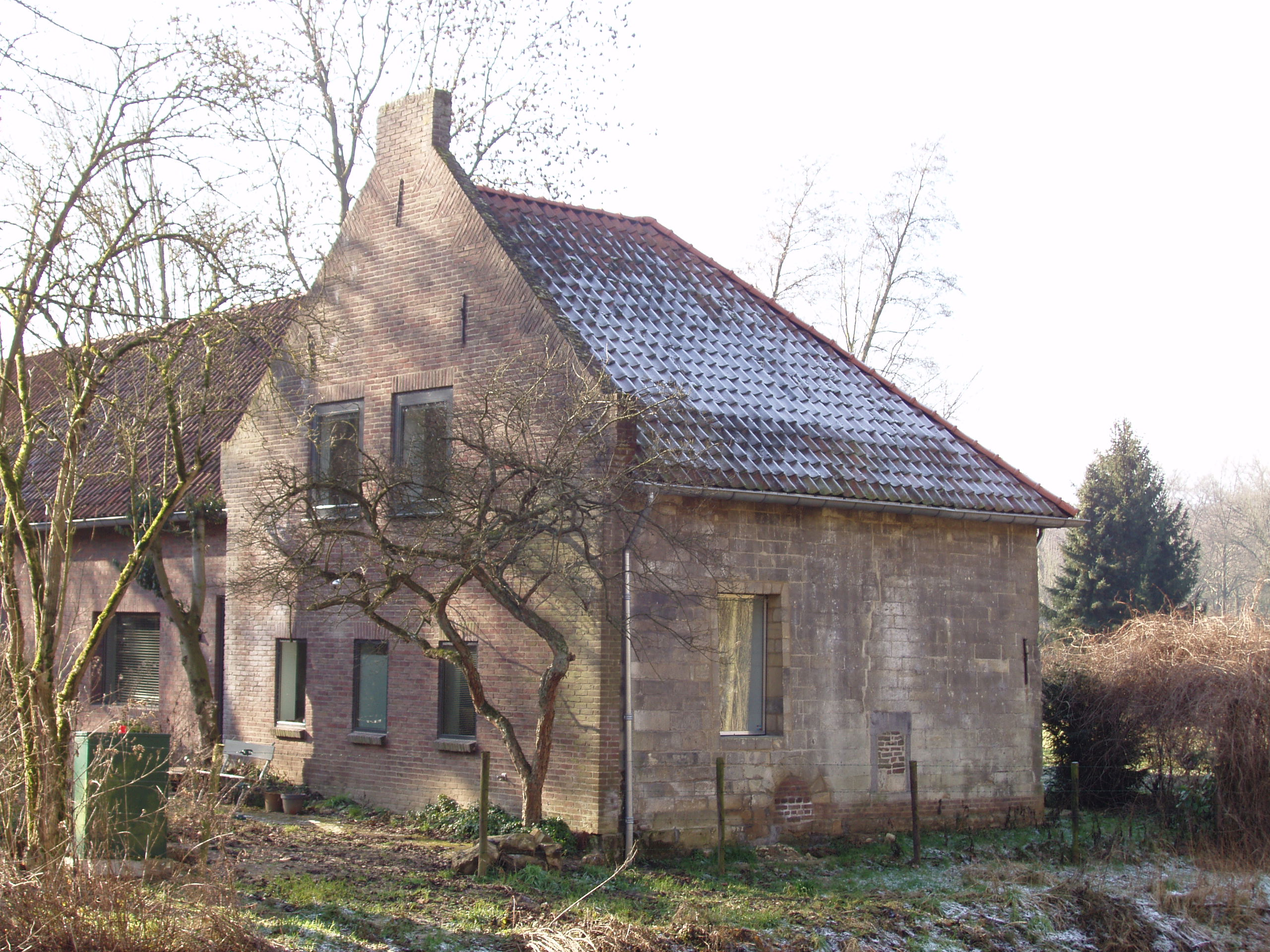
Oliemolen te Spaubeek
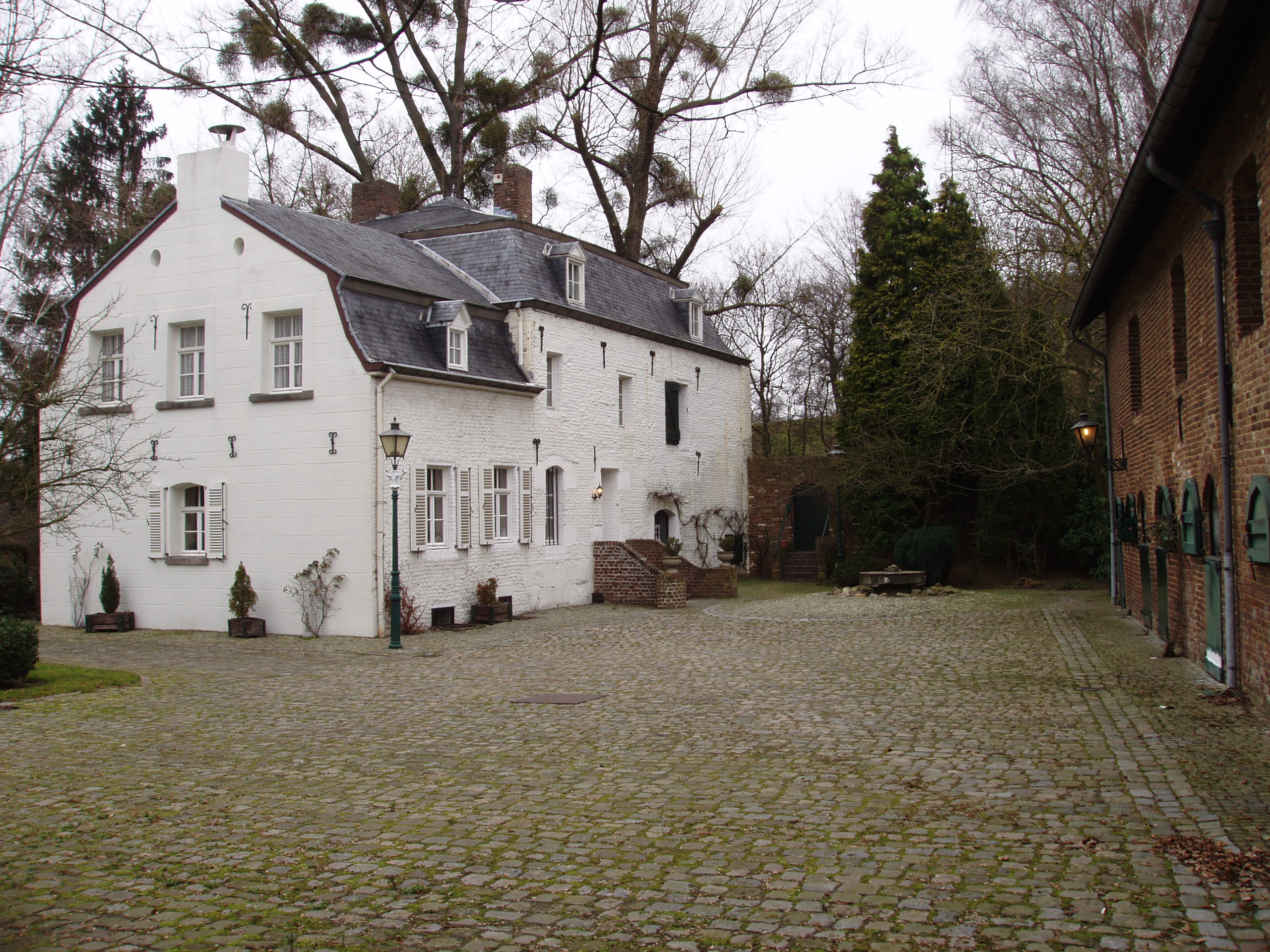
Sint Jansmolen te Spaubeek
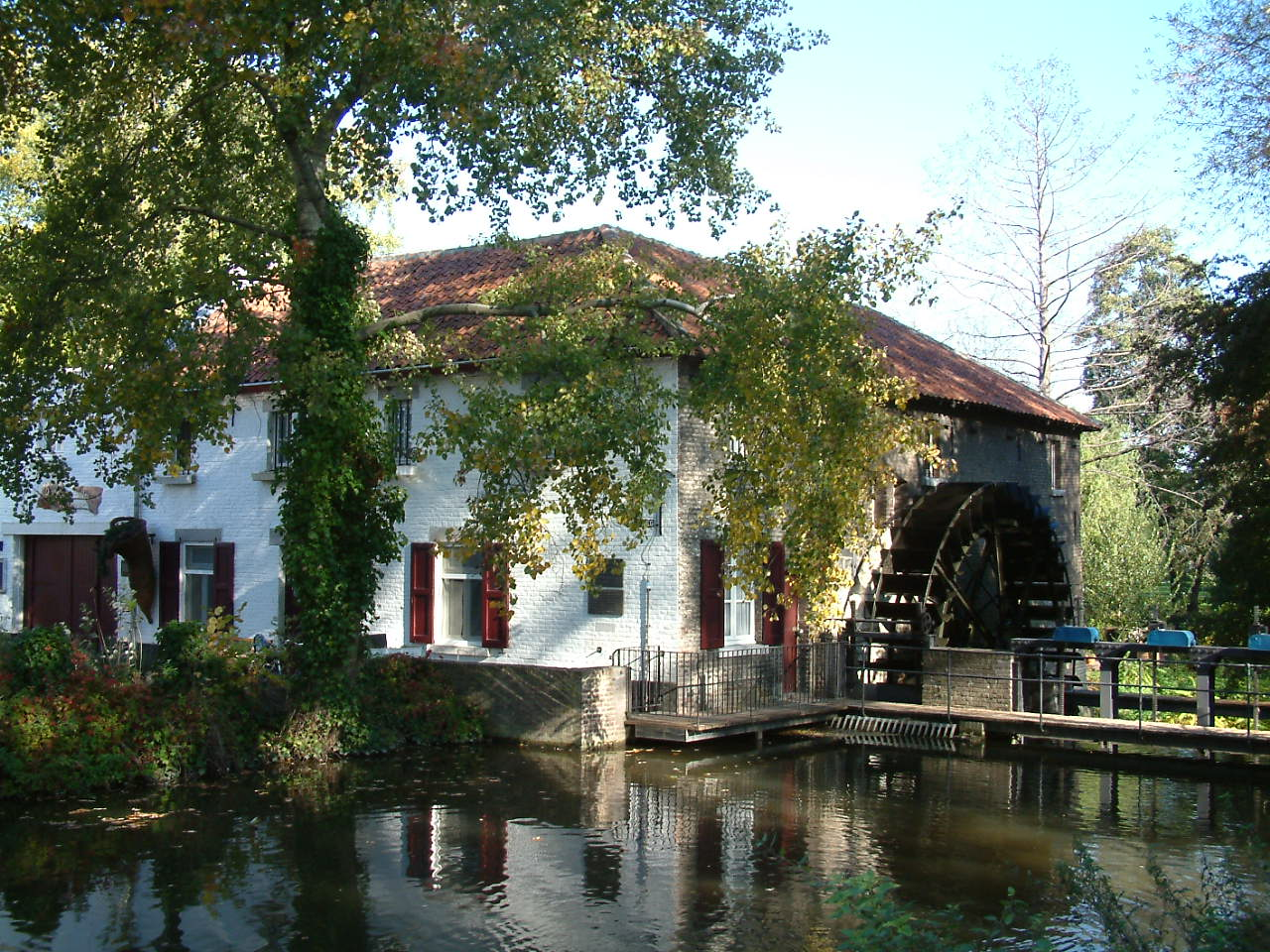
Ophovenermolen te Sittard

## Beekherstel
Vanaf 2006 is gestart met de uitwerking van een plan tot herstel van het dal van de Geleenbeek. De ontwikkelingsvisie is door Landschapspark de Graven (gemeenten Sittard-Geleen en Schinnen) opgesteld. Het herinrichtingsproject Beekdalen Geleen waaraan ook Waterschap Roer en Overmaas, Natuurmonumenten en de Provincie Limburg financieel bijdragen maakt deel uit van het grote project Corio Glana, ter verbetering van het beektracé tussen Heerlen en Geleen over 20 kilometer. Bij Weustenrade en Schinnen is de Geleenbeek dan ook weer teruggebracht in een natuurlijke vorm. Deze betreffen de ecologie van en rond de beek, de oevers, de recreatieve verbindingen voor voetgangers en fietsers en het cultuurhistorisch belang van de beek voor streekgeschiedenis en landschap. 

### Natuurbeheer
Bij Spaubeek loopt de Geleenbeek langs het hellingbos Stammenderbos. Verschillende delen van het Geleenbeekdal worden als Natura 2000-gebied beheerd: het Geleenbeekdal. Door de afwisseling in hoogte, bodemstructuur en vochtigheid is in het Geleenbeekdal een grote variatie in flora en fauna aanwezig. In het Landschapspark de Graven zijn vele landschapselementen als poelen, heggen, bosjes en graften teruggebracht. Het Limburgs Landschap beheert bijvoorbeeld het Wolhagerbos bij Schinnen. Vereniging Natuurmonumenten is een belangrijke samenwerkingspartner in het Landschapspark de Graven. Zij beheert er het Danikerbos, het Stammenerbos, de Mulderplas, Kathagerbroek en Asbroekbos. In een voormalige steenfabriek bij Daniken is het Centrum voor Natuur- en Milieueducatie Westelijke Mijnstreek gevestigd.